# 台灣播出之韓劇列表 (2006年)
台灣播出之韓劇列表為在2006年台灣播映過之韓國戲劇
| 日期     | 劇名             | 韓國電視台 | 台灣電視台      | 主要演員                                                    | 網站                                                    |
| 1月2日   | 愛情餐歌         | MBC        | 台視 緯來戲劇台 | 張瑞希、田光烈、林志恩                                      | 網頁 （页面存档备份，存于） 網頁                        |
| 1月16日  | 加油！金順       | MBC        | 八大戲劇台 中視 | 韓惠珍、姜至奐、李世恩 金瑞亨、李民基、金佑錫               | 網頁                                                    |
| 1月18日  | 在你身邊真好     | KBS        | 八大第一台      | 夏希羅、鄭慧英、李在龍、權海驍 李自英、孫賢周、韓振熙       | 網頁                                                    |
| 2月9日   | 漢江戀歌         | MBC        | 台視            | 高斗心、金憓秀、崔民秀、金錫勛                              | 網頁 （页面存档备份，存于）                             |
| 2月9日   | 沙漏             | SBS        | 中視 八大戲劇台 | 崔民秀、高賢廷、朴相元、李政宰                              | 網頁                                                    |
| 2月22日  | 露露公主         | SBS        | 衛視中文台      | 金諪恩、鄭俊鎬、金興銖                                      |                                                         |
| 4月4日   | 愛情共感         | SBS        | 台視 緯來戲劇台 | 李美淑、田光烈、甄美里                                      | 網頁 （页面存档备份，存于） 網頁 （页面存档备份，存于） |
| 4月4日   | 這該死的愛       | KBS        | 衛視中文台      | Rain、申敏兒、金思朗、李己雨                                |                                                         |
| 4月27日  | 珍珠項鍊         | KBS        | 台視            | 金海淑、金有美、金旻鍾、尹泰榮                              | 網頁 （页面存档备份，存于）                             |
| 5月1日   | 大小姐們         | SBS        | 八大第一台      | 林采茂、金海淑、朴藝珍、柳善、朴恩惠                        | 網頁                                                    |
| 5月5日   | 結婚             | KBS        | 衛視中文台      | 張娜拉、柳時元、明世彬、李鉉雨                              |                                                         |
| 5月5日   | 布拉格戀人       | SBS        | 八大戲劇台      | 全道嬿、金柱赫、金民俊、尹世雅                              | 網頁                                                    |
| 6月6日   | 玫瑰人生         | KBS        | 八大戲劇台      | 崔真實、孫賢周、李泰蘭、張東稷                              | 網頁                                                    |
| 6月12日  | 再見了悲傷       | KBS        | 衛視中文台      | 金烔完、朴宣暎、李鍾原、吳娟受                              |                                                         |
| 6月13日  | 我的女孩 My girl | SBS        | 八大戲劇台      | 李多海、李棟旭、李準基、朴詩妍                              | 網頁                                                    |
| 6月15日  | 黃金蘋果         | KBS        | 台視            | 朴帥眉、智鉉寓、金智勳、高恩雅                              | 網頁 （页面存档备份，存于）                             |
| 3月26日  | 紅豆麵包         | MBC        | 東森戲劇台      | 崔江熙、朴廣賢、鄭燦、鄭素英                                | 網頁 （页面存档备份，存于）                             |
| 7月18日  | 宮-野蠻王妃      | MBC        | 八大戲劇台 華視 | 尹恩惠、朱智勳、宋智孝、金楨勳                              | 網頁                                                    |
| 7月28日  | 嫁給百萬富翁     | SBS        | 八大戲劇台      | 高洙、金賢珠、孫泰英、尹相鉉                                | 網頁                                                    |
| 8月24日  | 來去海邊         | MBC        | 緯來戲劇台      | 李莞、李清娥、JunJin                                        | 網頁 （页面存档备份，存于）                             |
| 8月30日  | 奇男怪女         | KBS        | 八大戲劇台      | 姜仁德、金海淑、鄭俊、李英河 朴貞洙、高周元、李京進、金亞中 | 網頁                                                    |
| 8月31日  | 薯童謠           | SBS        | 緯來戲劇台      | 趙顯宰、李寶英、柳鎮、金英浩、鄭善敬                        | 網頁 （页面存档备份，存于）                             |
| 9月1日   | 餅乾老師星星糖   | SBS        | 衛視中文台      | 孔劉、孔曉振、金多炫、崔如真                                | 網頁                                                    |
| 9月15日  | 我的心肝寶貝     | KBS        | 八大戲劇台      | 南宮民、洪洙賢、沈志浩、金彬宇                              | 網頁                                                    |
| 10月16日 | 不良家族         | SBS        | 八大戲劇台      | 南相美、金明民、朴鎮宇、玄英、金希澈                        | 網頁                                                    |
| 10月18日 | 漂亮寶貝         | KBS        | 中視            | 李寶英、金承洙、李昌勳                                      | 網頁                                                    |
| 11月14日 | 天國之樹         | SBS        | 衛視中文台      | 李莞、朴信惠、淺見麗奈、內田朝陽                            |                                                         |
| 11月15日 | 火花遊戲         | MBC        | 東森戲劇台      | 韓彩英、姜至奐、朴恩惠、尹相鉉                              | 網頁 （页面存档备份，存于）                             |
| 11月20日 | 葡萄園之戀       | KBS        | 八大戲劇台      | 尹恩惠、吳萬石、鄭素英、金智錫                              | 網頁                                                    |
| 12月4日  | 大望             | SBS        | 八大戲劇台      | 張赫、李枖原、韓載碩、孫藝珍                                | 網頁                                                    |
| 12月21日 | 聖女與魔女       | MBC        | 民視 八大戲劇台 | 徐有晶、崔宥貞、鄭燦、全盧民、金寶妍                        | 網頁                                                    |
| 12月25日 | 你來自哪顆星     | MBC        | 八大戲劇台      | 金來沅、鄭麗媛、姜晶華、朴施厚                              | 網頁                                                    |

## 外部連結
- 韓國偶像劇場 （页面存档备份，存于）